# Omento (maiale)

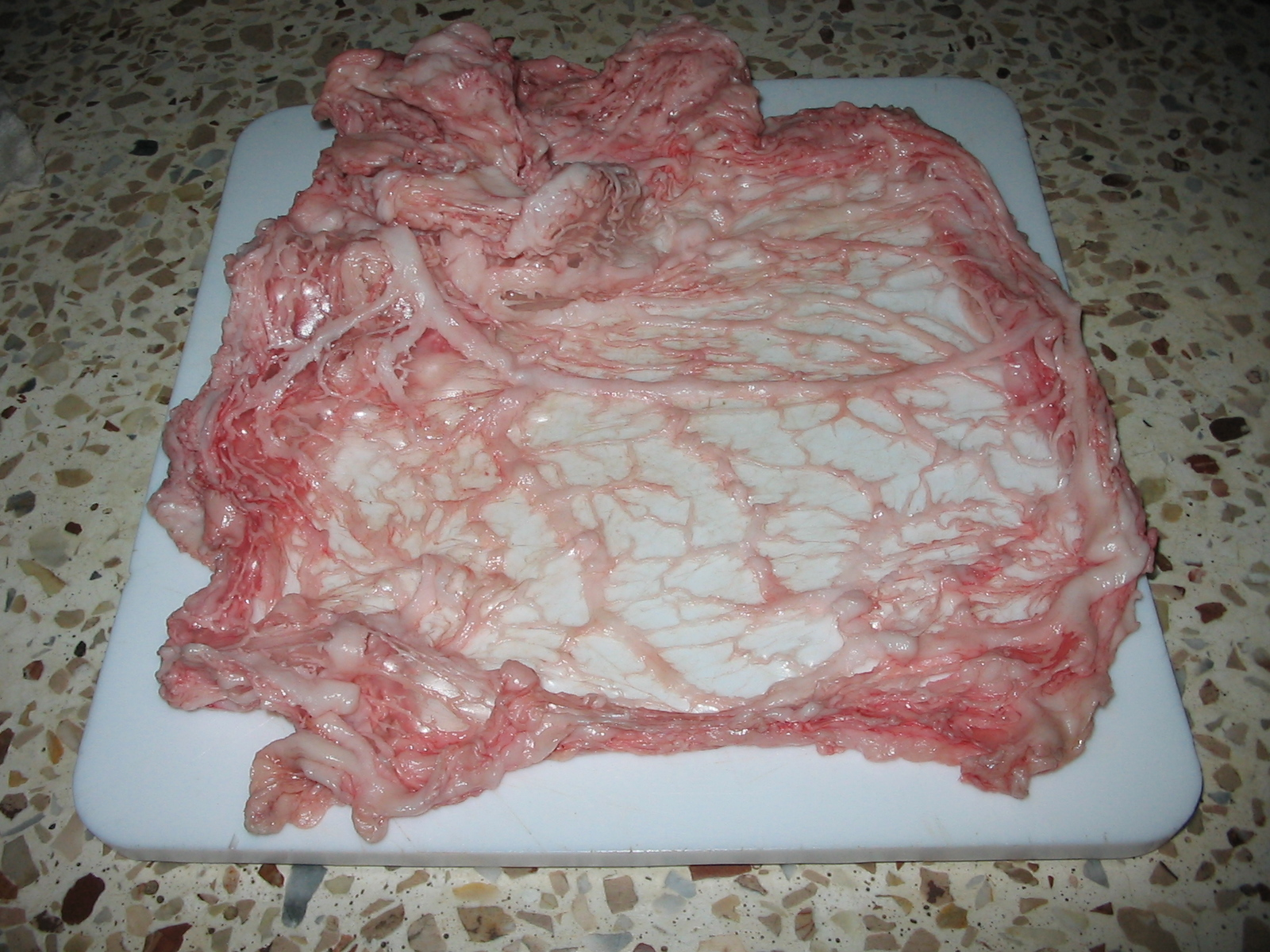
Omento crudo

L'omento o rete è una frattaglia del maiale costituita da parte del peritoneo, una membrana bianca percorsa da fibre che tappezza la cavità addominale.

## Utilizzo

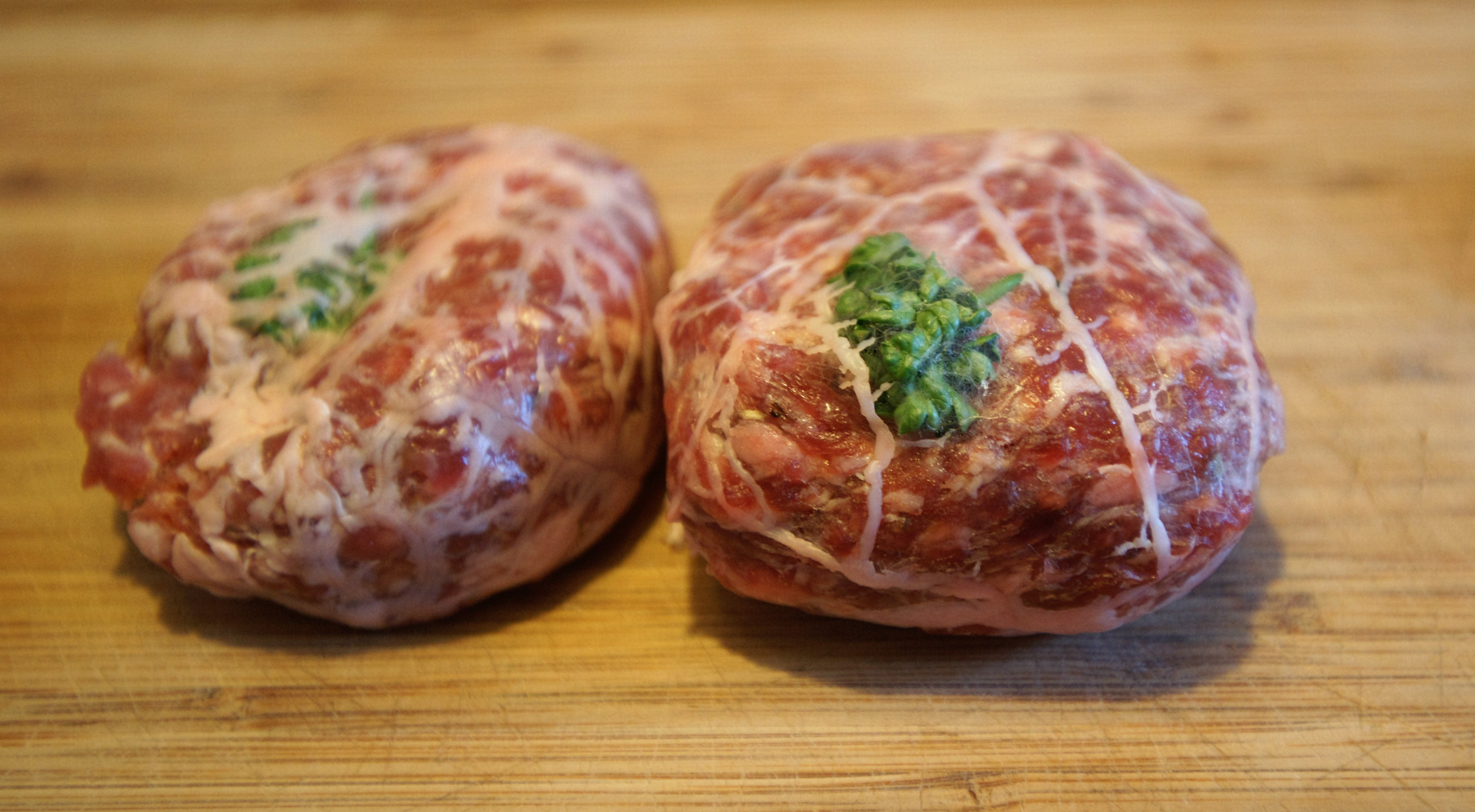
Due atriau svizzeri, costituiti da carne macinata di maiale contenuta nella rete

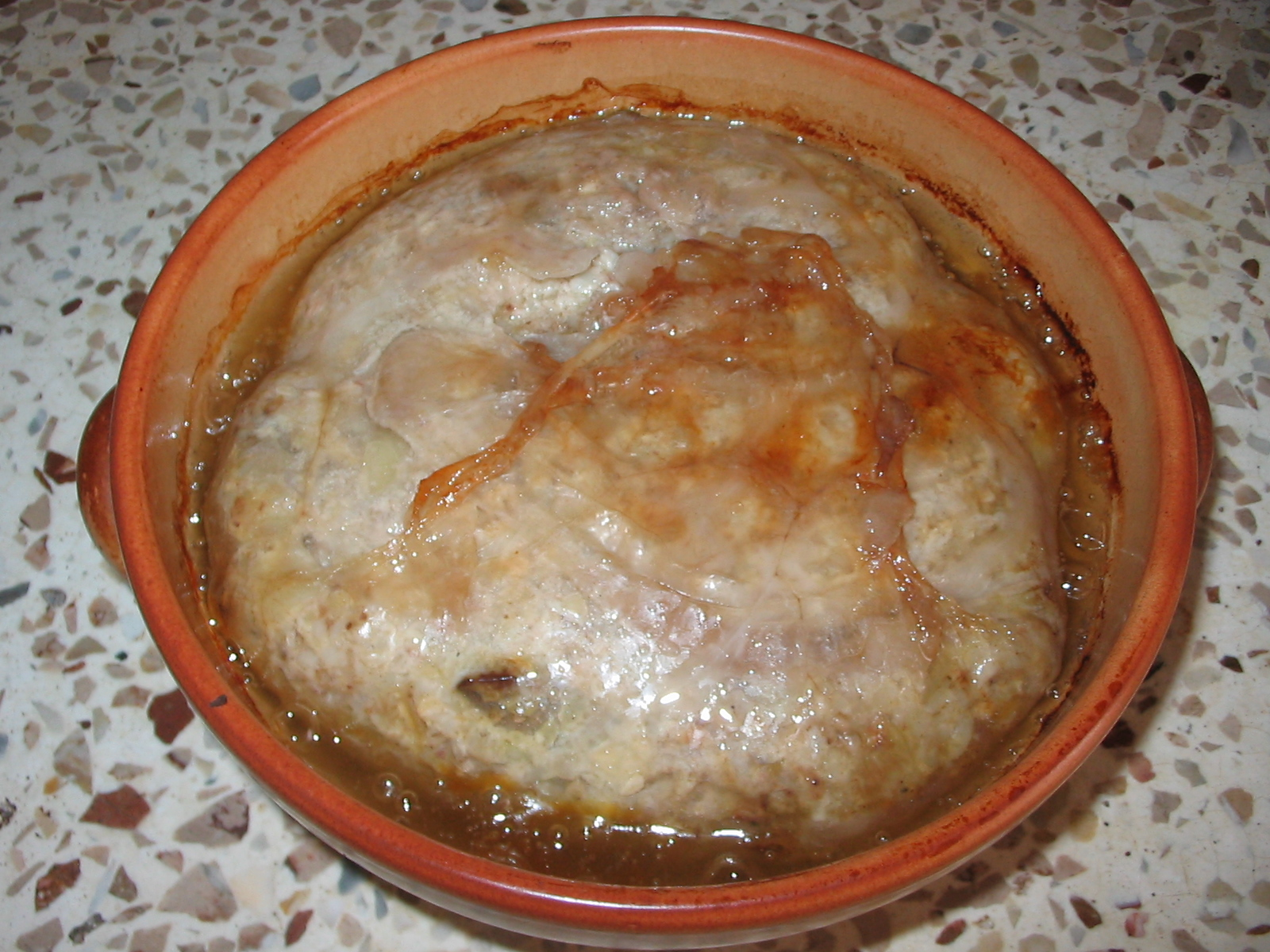
Omento ripieno di grano saraceno e fegato bovino

La membrana viene utilizzata per avvolgere alimenti prima della cottura. Durante la cottura il grasso della rete si scioglie insaporendo l'alimento.
Tra le varie ricette che utilizzano l'omento si possono citare i turcinieddhi salentini, le grive e frisse piemontesi, gli atriaux svizzeri, le crépinette francesi, gli sheftalia ciprioti, i faggot inglesi, i fegatelli toscani e i crafus a Buja.  Nella gastronomia tradizionale ucraina e russa l'omento è conosciuto con il nome di salnik o salnyk ed è spesso riempito di kasha e fegato ed infine cotto al forno in una pentola di gesso. Le grive (o fërse) sono elencate tra i prodotti agroalimentari tipici del Piemonte.